# Iresine argentata
Iresine argentata là loài thực vật có hoa thuộc họ Dền. Loài này được (Mart.) D.Dietr. mô tả khoa học đầu tiên năm 1839.